# Сельдерейная соль
Сельдерейная соль (Сельдереевая соль; англ. Celery salt) — специя, распространённая в США и некоторых других странах, основными ингредиентами которой являются поваренная соль и молотые семена сельдерея или родственного ему растения — любистока. Иногда её готовят с использованием сушеного сельдерея или живицы из семян.

## Применение
В США сельдерейная соль входит в состав коктейлей «Кровавая Мэри» и «Цезарь». Также ходят слухи, что соль входит в состав секретной смеси специй KFC. Кроме того её используют в качестве заправки хот-догов по-чикагски, сосисок по-нью-йоркски, салатов, салата из капусты и рагу. Это основной ингредиент некоторых приправ марки «Old Bay».
Также сельдерейную соль используется в качестве консерванта, вместо нитрата натрия.

## Приготовление[5]
Для сельдерейной соли в домашних условиях берут большой пучок сельдерея, затем его моют и просушивают от воды. Далее его нарезают на мелкие кусочки, используют как листья, так и стебли. После зелень сушат. Для этого используют либо сушилку, либо духовку, но духовку включают только на 40 градусов. Также сельдерей может высохнуть сам. После сушки получившуюся смесь перемалывают в блендере или в ступке и добавляют в порошок соль.